# Apaturris
Apaturris é um gênero de gastrópodes pertencente à família Borsoniidae.

## Espécies
- Apaturris costifera May, 1920
- Apaturris expeditionis (Oliver, 1915)

Espécies trazidas para a sinonímia
- Apaturris brazieri Hedley, C. 1918: sinônimo de Scrinium brazieri (Smith, 1891) [2]